# Ajinomoto-Stadion
Das Ajinomoto-Stadion (jap. 味の素スタジアム, Ajinomoto Sutajiamu; ehemals Tokio Stadion) ist eine Wettkampfstätte im japanischen Chōfu, Präfektur Tokio.
Der Betreiber des Stadions ist die K.K. Tōkyō Stadium (株式会社東京スタジアム; kabushiki kaisha Tōkyō Sutajiamu), die sich zu 36,3 % im Besitz der Präfektur Tokio befindet.
Das Stadion wurde als eines von sieben Spielstätten für das olympische Fußballturnier der Spiele von Tokio 2020 genutzt.

## Geschichte
Das im März 2001 eröffnete Stadion verfügt über 49.970 überdachte Sitzplätze (Unterrang mit VIP-Plätzen: 29.370 Plätze, Oberrang: 20.600 Plätze) und ist die Heimspielstätte der Tokioter Fußballvereine FC Tokyo und Tokyo Verdy. Seit dem 1. März 2003 ist das Stadion nach dem Sponsor, dem Lebensmittelhersteller Ajinomoto, benannt. Neben dem Sport finden in dem Stadion auch andere Veranstaltungen wie z. B. Konzerte und Flohmärkte statt.

## Bilder
| 0Feiernde Fans                          | 0Panoramablick in das Stadion | 0Außenansicht des Stadions |
| Jubelnde Zuschauer im Ajinomoto-Stadion | Panorama des Innenraumes      | Das Stadion von außen      |